# Curtis Mayfield
 Ovo je glavno značenje pojma Curtis Mayfield. Za druga značenja pogledajte Curtis Mayfield (kanadski nogomet).
Curtis Mayfield (Chicago, Illinois, 3. lipnja 1942. - Roswell, Georgia, 26. prosinca 1999.), američki kantautor, gitarist i glazbeni producent, jedan od najutjecajnijih glazbenika iza soula i politički svjesne afričko američke glazbe. Prvi je uspjeh i priznanje postigao s The Impressionsima tijekom pokreta za ljudska prava kasnih 50-ih i 60-ih godina 20. stoljeća, a poslije je radio kao samostalni glazbenik.

## Životopis
Rodio se u Chicagu. Glazbenu karijeru počeo u gospelskom zboru. Preselio se u North Side gdje je sreo Jerryja Butlera 1956. godine. Tad je imao samo 14 godina. Pridružio se vokalnom sastavu The Impressions.  Kao tekstopisac postao je primijećen kao jedan od prvih glazbenika koji je donio više prevalentnih tema socijalne svjesnosti u soul. Godine 1965. napisao je skladbu "People Get Ready" za The Impressionse, koja je pokazala više političke nabijenosti. Došla je do 24. mjesta na top-ljestvici Rolling Stoneovih 500 najvećih pjesama svih vremena, i nagrađena je brojnim drugim nagradama i uvrštena je na popis Dvorane Slavnih rock and rolla 500 pjesama koj su oblikovale rock and roll, kao i uvrštavanje u Grammyjevu Dvoranu Slavnih 1998. godine.
Napustivši Impressionse 1970. radi samostalne karijere, objavio je poslije nekoliko albuma, među kojima glazbeni zapis za blaxploitation film Super Fly iz 1972. godine. Glazbeni zapis bio je primijećen po društveno svjesnim temama, većinom adresirajući probleme koji okružuju unutargradske manjine poput zločina, siromaštva, zloporabe droga. Album je uvršten na 72. mjesto Rolling Stoneova' popisa 500 najvećih albuma svih vremena.
Doživio je tešku nezgodu na jednoj svirci koja ga je paralizirala od vrata naniže. Na nastupu uživo u Wingate Fieldu u Flatbushu, New York 13. kolovoza 1990. na nj je pala rasvjetna oprema. Usprkos teškoj ozljedi, nastavio je glazbeničku karijeru kao glazbeni producent i objavio je svoj zadnji album New World Order 1996. godine. 1994. godine dobio je Grammyjevu nagradu za žive legende i Grammyjevu nagradu za životni doseg 1995. godine, te je bio dvostruki uvedenik u Dvoranu Slavnih rock and rolla, kao član sastava The Impressions 1991. godine te godine 1999. kao samostalni umjetnik. Dva puta je uveden u Grammyjeva Dvorana Slavnih. Umro je od komplikacija šećerne bolesti tipa 2 godine 1999., kad je imao 57 godina.

## Diskografija
- Curtis (1970.)
- Roots (1971.)
- Super Fly (soundtrack) (1972.)
- Back to the World (1973.)
- Sweet Exorcist (1974.)
- Got to Find a Way (1974.)
- There's No Place Like America Today (1975.)
- Give, Get, Take and Have (1976.)
- Sparkle (s Arethom Franklin) (1976.)
- Never Say You Can't Survive (1977.)

| - Do It All Night (1978.) - Heartbeat (1979.) - Something to Believe In (1980.) - The Right Combination (s Lindom Clifford) (1980.) - Love is the Place (1982.) - Honesty (1983.) - We Come in Peace with a Message of Love (1985.) - Take It to the Streets (1990.) - New World Order (1996.) |

## Filmovi
- Super Fly (1972.), glumi sebe
- Save the Children (1973.), glumi sebe
- Short Eyes (1977.) kao Pappy
- Sgt. Pepper's Lonely Hearts Club Band (1978.) kao Gost

## Vanjske poveznice
- Službene stranice
- Discogs
- IMDB
- AllMusic
- MusicBrainz